# Wang Yao
Detta är ett kinesiskt namn. Wang är släktnamnet.'
Wang Yao (traditionell kinesiska: 王堯; förenklad kinesiska: 王尧; pinyin: wang yao), född den 14 oktober 1972, är en kinesisk journalist. Han har vunnit flera utmärkelser som journalist och är även Reuters visiting fellow vid The University of Oxford. Sedan 1999 har han arbetat för China Youth Daily. 2004 arbetade han för vecko-dagstidningen Elite Reference (Qingnian Cankao), vilket är en tidning som ingår i China Youth Daily Group och som fokuserar på internationella nyheter. Yao är nu seniorreporter och chef vid China Youth Daily. Under sin journalistkarriär har Yao bevakat många områden, bland annat Kinas tillgång till WTO och Kinas Nationella Kongress. Han har vunnit flera priser, bland annat China News Award och National Excellent Journalist Honor. Det senare priset fick han för sin bevakning av SARS 2003. Innan arbetet som journalist har han arbetat vid Kinas regering med att skydda intellektuell egendom. Yao bor och lever i Beijing. 